# Kingwood (album)
Kingwood è un album dei Millencolin uscito il 30 marzo 2005 su Burning Heart Records.

distribuito da Epitaph Records dal 12 aprile 2005

La registrazione di questo disco avviene presso i Fascination Street Studios ad Örebro e presso gli studi Music-A-Matic di Göteborg in Svezia.
Per "Ray" e "Shut You Out" sono stati creati dei Videoclip.

## Formazione
- Nikola Sarcevic - basso e voce
- Erik Ohlsson - chitarra
- Mathias Färm - chitarra
- Frederik Larzon - batteria

## Tracce
1. Farewell My Hell - 2:52
2. Birdie - 2:32
3. Cash Or Clash - 2:40
4. Shut You Out - 3:39
5. Biftek Supernova - 2:18 *
6. My Name Is Golden - 3:08
7. Ray - 2:52 **
8. Novo - 2:58
9. Simple Twist Of Hate - 1:29
10. Stalemate - 3:18
11. Mooseman's Jukebox - 2:12
12. Hard Times - 4:09